# ITunes Festival: London 2012 (EP de Ed Sheeran)
iTunes Festival: London 2012 é um extended play (EP) gravado ao vivo pelo músico inglês Ed Sheeran na casa de concertos Roundhouse, localizada em Londres. O projecto faz parte da edição de 2012 do festival de música do iTunes (hoje Apple Music) e foi distribuído pela Warner Music Group a 3 de Setembro de 2012 na loja digital do iTunes. No Reino Unido, o EP conseguiu entrar na tabela musical de álbuns e alcançou o seu pico dentro das duzentas melhores posições.

## Alinhamento de faixas
Todas canções co-compostas por Edward Sheeran e gravadas ao vivo.
1. "Drunk" — 3:28
2. "The A Team" — 4:59
3. "Small Bump" — 4:40
4. "Lego House" — 4:10
5. "Chasing Cars" (com Gary Lightbody) — 5:04
6. "You Need Me, I Don't Need You" — 19:46
7. "Chasing Cars" (com Gary Lightbody) — 5:04
8. "The A Team" — 5:01

## Desempenho nas tabelas musicais
| País — Tabela musical (2012)                      | Posição de pico |
| ------------------------------------------------- | --------------- |
| Reino Unido — Official Albums Chart Top 100 (OCC) | 191             |